# Франциск Ксаверій Захар'ясевич
Франциск Ксаверій Захар'ясевич (пол. Franciszek Ksawery Zachariasiewicz; 1 грудня 1770, Станиславів — 12 червня 1845, Перемишль) — польський вірменин, римо-католицький єпископ, ректор Львівського університету в 1825—1826 академічному році, дієцезальний єпископ Тарнівський (1836—1840), дієцезальний єпископ Перемишльський (1840—1845). У 1812 році перейшов з вірменського обряду на латинський. У 1836—1840 роках був єпископом Тарнівської дієцезії, а потім — дієцезальним єпископом Перемишльським (1840—1845). Похований на нині неіснуючому цвинтарі при вулиці Дворського в Перемишлі.